# Neofit II
Neofit II (Boekarest, 1 januari 1787 - aldaar, 14 januari 1850), was een oosters-orthodox geestelijke uit Walachije.
Neofit studeerde aan het Sint Sava College in Boekarest. Na zijn theologiestudie werd hij priester van de Roemeens-orthodoxe Kerk. In 1824 werd hij tot bisschop gewijd. Op 29 juni 1840 werd hij Metropoliet van Ungro-Walachije.
Tijdens de Walachijse Revolutie van 1848 (juli - september 1848) werd hij door het Revolutionair Comité uitgenodigd om voorzitter van de Voorlopige Regering te worden, hetgeen hij accepteerde (12 juli). Hij verzette zich hevig tegen de hervormingsplannen van de radicalen binnen de regering, zoals Nicolae Bălcescu. Uiteindelijk keerde hij zich tegen de Voorlopige Regering en werd op 9 augustus 1848 vervangen door een driemanschap bestaande uit Ioan Heliade Rădulescu, Nicolae Golescu en Christian Tell.
Neofit II overleed op 63-jarige leeftijd.